# Bomarea hirsuta
Bomarea hirsuta är en alströmeriaväxtart som först beskrevs av Carl Sigismund Kunth, och fick sitt nu gällande namn av Herb.. Bomarea hirsuta ingår i släktet Bomarea och familjen alströmeriaväxter. IUCN kategoriserar arten globalt som sårbar. Inga underarter finns listade i Catalogue of Life.

## Bildgalleri

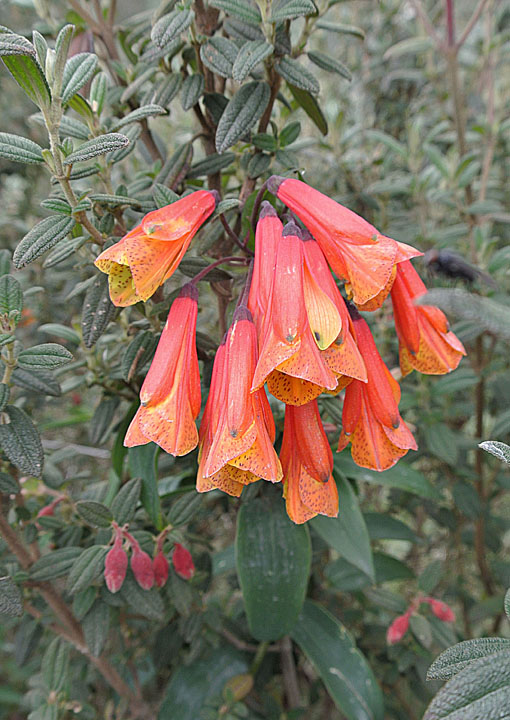
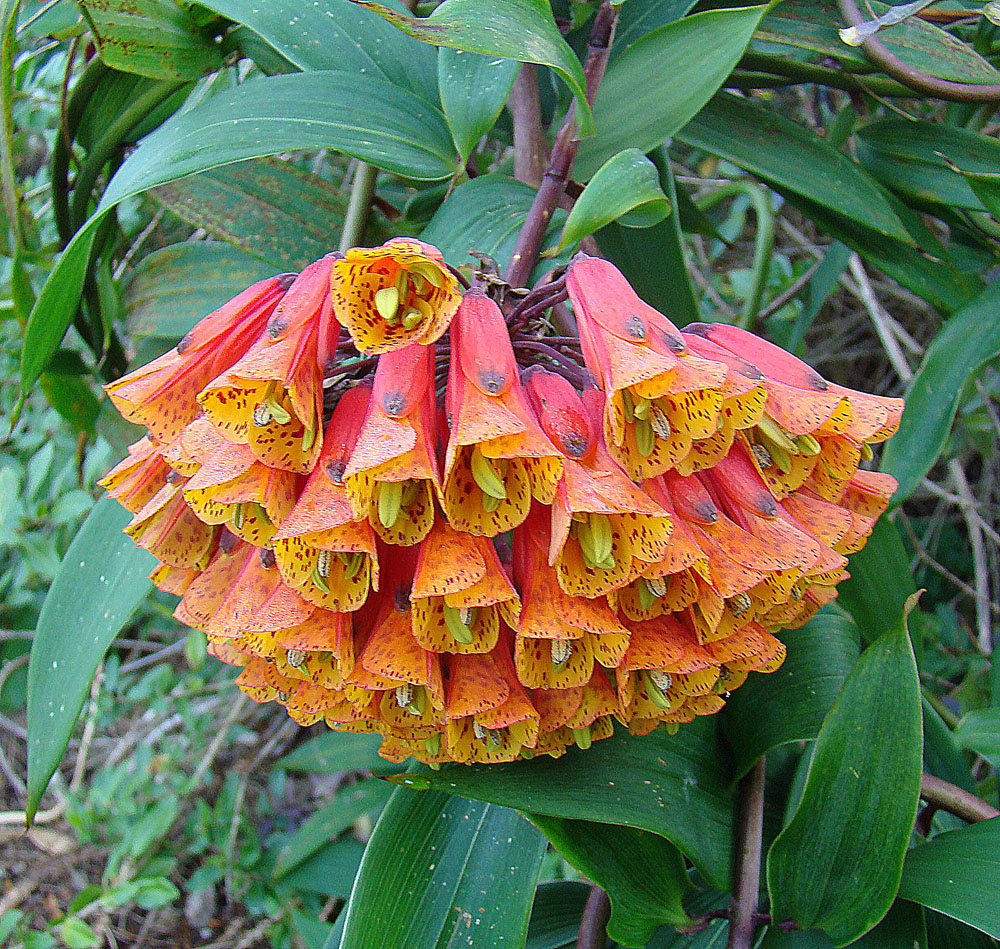
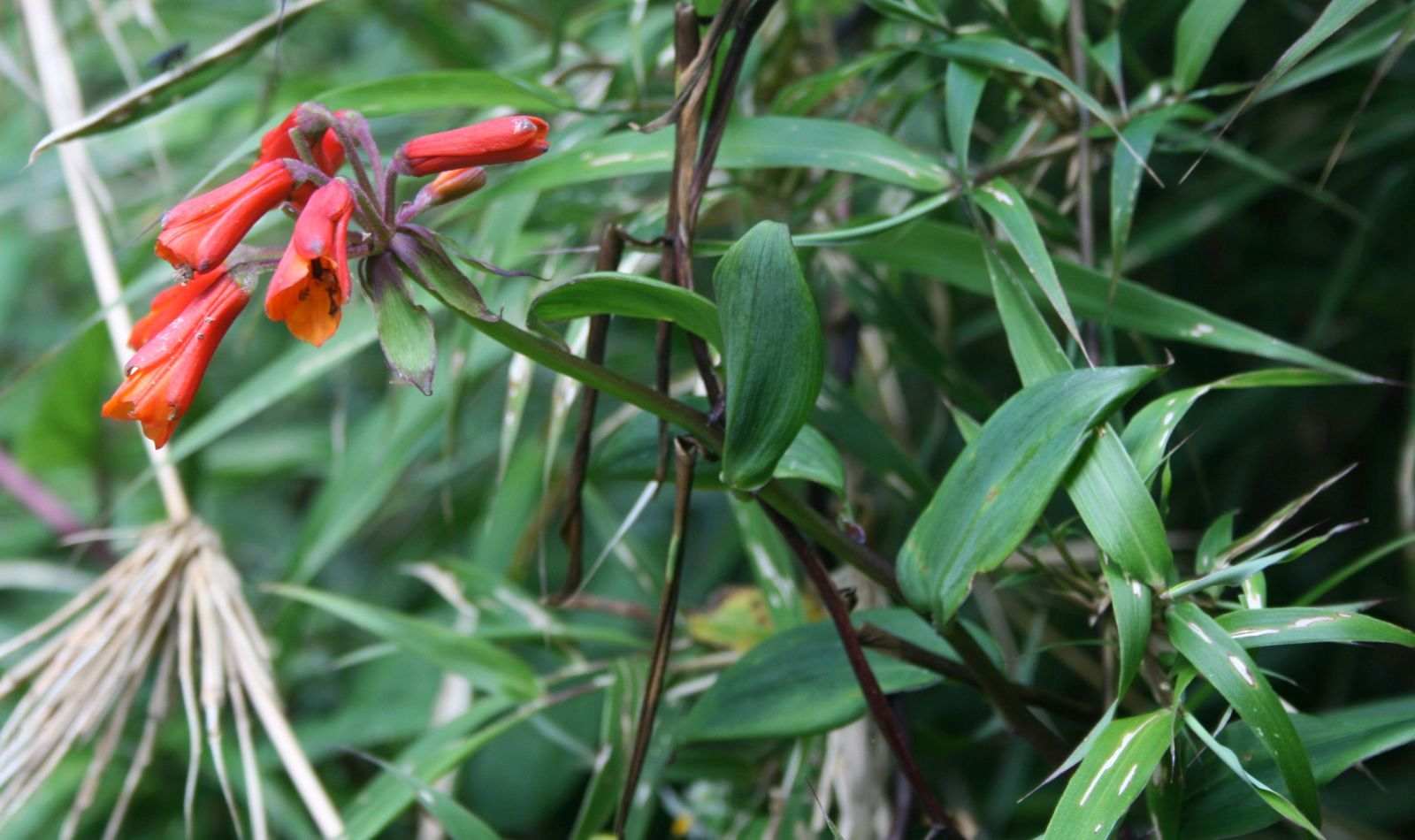
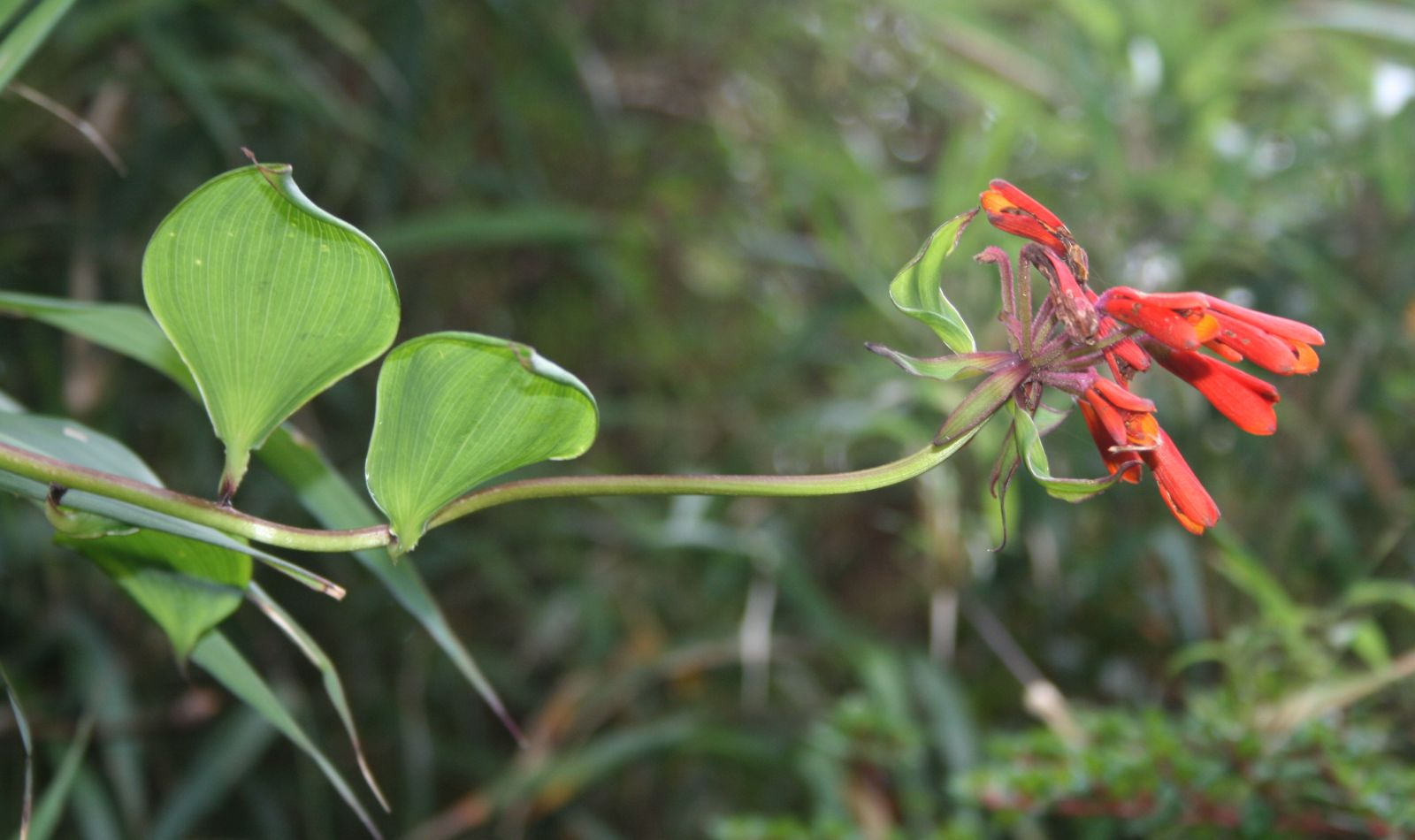
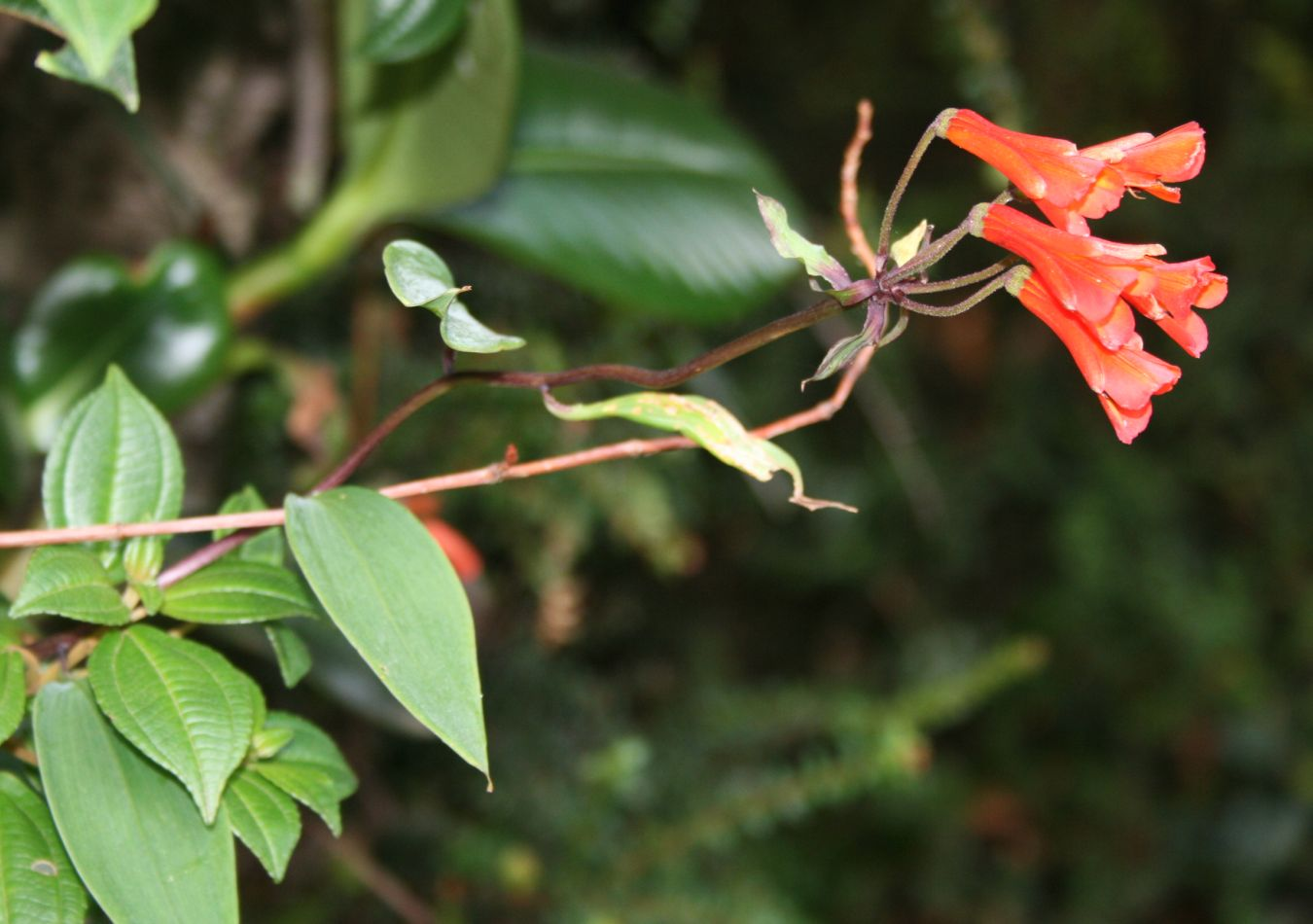